# Benoist Pierre

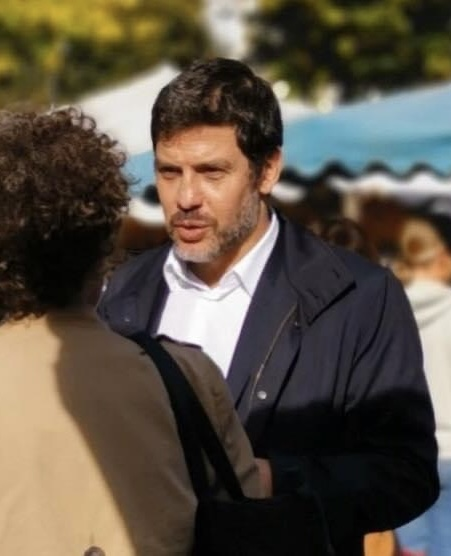

Benoist Pierre est un historien et homme politique français, professeur à l'université de Tours, spécialiste de l'histoire des relations entre le politique et le religieux à l'époque moderne. Il a été  entre 2016 et 2022 directeur du Centre d'études supérieures de la Renaissance.

## Biographie

### Études et carrière universitaire
Benoist Pierre est né le 11 décembre 1968 à Neuville-aux-Bois (Loiret). Élève du Lycée Descartes de Tours, il intègre l'Institut d'études politiques de Paris dont il est diplômé en 1992, et est agrégé d'histoire en 1995. Il enseigne plusieurs années en collège et lycée à La Courneuve et Noisy-le-Grand, puis obtient une bourse du ministère des Affaires étrangères, pour entreprendre une thèse de doctorat en histoire moderne à l'Institut universitaire européen de Florence, soutenue en 2002. Benoist Pierre est élu en 2004 maître de conférences à l'université François-Rabelais de Tours, puis y est élu professeur des universités (classe exceptionnelle) en 2012. Il dirige également le programme Ambition-Recherche-Développement « Intelligence des Patrimoines », qui porte sur l’étude et la valorisation des patrimoines culturels et naturel.
Ses thèmes de recherches s'orientent dans plusieurs directions : les sociétés de cour et l’État dans l’Europe moderne ; l’étude des patrimoines (patrimonialisation, perception, valorisation) ; la notion de médiatisation des sciences, à partir principalement du cas des sciences humaines et sociales.

### Carrière politique
En octobre 2019, il est investi par La République en marche en vue des Élections municipales de 2020 à Tours. Il finit 3ème au 1er tour, avec 12,67 % des voix. Il fusionne pour le 2ème tour avec la liste de Christophe Bouchet. C'est finalement l'écologiste Emmanuel Denis qui devient maire.
Le 16 octobre 2020, Benoist Pierre est élu président du Syndicat Mixte de l'Agglomération Tourangelle à 38 voix contre 21 pour Cathy Savourey (adjointe écologiste à la mairie de Tours).
Au cours de l'été 2021, à la suite de la démission du Président de Tours Métropole Val de Loire, Benoist Pierre rentre dans le nouvel exécutif présidé par Frédéric Augis, en tant que Vice-Président, délégué aux déchets ménagers, à la transition écologique et énergétique. Quelques mois plus tard, il est élu à une très large majorité, Président du Syndicat Mixte Touraine Propre, qui réunit la plupart des EPCI et syndicats chargés de la gestion des déchets en Touraine.
Il est le candidat de la majorité présidentielle aux législatives de 2024, échouant au second tour face au député EELV sortant Charles Fournier.

## Publications

### Ouvrages
- La Monarchie ecclésiale. Le clergé de cour en France à l’époque moderne, Seyssel, Champ Vallon, 2013  (ISBN 978-2-87673-883-6). Prix Augustin-Thierry de la Ville de Paris du livre d’histoire de l’année.
- Les Affrontements religieux en Europe (XVIe-XVIIe siècles), Neuilly-sur-Seine, Éditions Atlande, 2009  (ISBN 978-2-35030-083-2).
- Le père Joseph. L’Éminence grise de Richelieu, Paris, Perrin, 2007  (ISBN 978-2-262-02244-0). Finaliste pour le prix Augustin-Thierry du livre d’histoire de l’année (2007) ; Prix XVIIe siècle (2008).

### Articles et communications
- « Naissance et renaissance, 60 ans d’histoire au CESR », Microscoop, CNRS, 2017, pp.6-9 (avec Marie-Laure Masquilier et Pierre Aquilon)
- « L’image patrimoniale : Intelligence des Patrimoines et le traitement des données », communication à la journée d’études Traitement du signal et des images pour l’art et le patrimoine, GrD Information, Signal, Image, Vision, Telecom Paritech, Paris, 13 mai 2016.
- « La Science augmentée pour une meilleure connaissance des patrimoines », communication au symposium Nouvelles dynamiques pour la recherche culturelle. L’accord-cadre Culture-CNRS 2016-2020, Musée national de l’histoire de l’immigration, Paris, 21-22 avril 2016.
- « Chambord : ce que dit la science », L'Histoire, Sophia Publications, 2015, Les Collections, La Renaissance de François Ier (n°68), p. 66
- « Face à la réforme », L'Histoire, Sophia Publications, 2015, Les Collections, La Renaissance de François Ier (n°68), p. 80-83
- « Patrimonialisation culturelle et médiatisation du patrimoine », communication au symposium La sémiotique face aux défis sociétaux du XXIe siècle - session Patrimoine culturel : mise en scène et intégration de l'environnement socio-culturel et des modes de vie, Limoges, novembre 2015.
- « Prélats et clergé de cour en France au XVIIe siècle », Dix-septième siècle, Presses Universitaires de France, Société d'études du XVIIe siècle, 2011, p. 725-737
- « Le cardinal-conseiller Charles de Lorraine, le roi et sa cour au temps des premières guerres de Religion », Parlement[s], Revue d'histoire politique, Presses universitaires de Rennes, 2010, Hors-série, p. 14-28